# 開耀
開耀（かいよう）は、唐の高宗李治の治世に使用された元号。681年 - 682年。

## 西暦・干支との対照表
| 開耀 | 元年  | 2年   |
| 西暦 | 681年 | 682年 |
| 干支 | 辛巳  | 壬午  |